# Chi Dứa
Chi Dứa (danh pháp khoa học: Ananas) thuộc về họ Dứa (Bromeliaceae). Được biết đến nhiều nhất là loài Ananas comosus, là loại dứa cho quả ăn được.
Chi này có nguồn gốc từ khu vực Nam Mỹ và được đưa tới các đảo khu vực Caribe nhờ những thổ dân Anh điêng Carib. Năm 1493, Christopher Columbus lần đầu tiên đã nhìn thấy các loại cây của chi này tại Guadeloupe. Nó được đưa sang châu Âu và từ đây nó được người Anh và Tây Ban Nha phát tán tới các đảo trên Thái Bình Dương. Các cánh đồng trồng dứa thương phẩm được thành lập tại Hawaii, Philippines, Đông Nam Á, Florida và Cuba. Dứa đã trở thành một trong những loại cây ăn trái phổ biến nhất trên thế giới.
Các lá dai mọc thành cụm hình hoa thị. Các lá dài và có hình dạng giống mũi mác và có mép lá với răng cưa hay gai. Hoa mọc từ phần trung tâm của cụm lá hình hoa thị, mỗi hoa có các đài hoa riêng của nó. Chúng mọc thành cụm hình đầu rắn chắc trên thân cây ngắn và mập. Các đài hoa trở thành mập và chứa nhiều nước và phát triển thành một dạng phức hợp được biết đến như là quả dứa (quả giả), mọc ở phía trên cụm lá hình hoa thị.
Từ Ananas có nguồn gốc từ tiếng Guarani để chỉ cây dứa.

## Các loài, thứ
- Ananas ananassoides
  - Ananas ananassoides thứ typicus
- Ananas arvensis: (Brasil)

- Ananas bracteatus: (Brasil)
  - Ananas bracteatus thứ albus

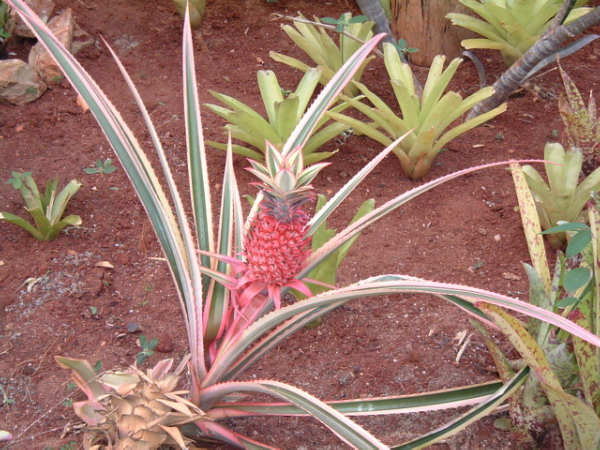
Ananas bracteatus thứ striatus

  - Ananas bracteatus thứ hondurensis
  - Ananas bracteatus thứ paraguariensis
  - Ananas bracteatus thứ rudis
  - Ananas bracteatus thứ striatus  (Nam Mỹ)
  - Ananas bracteatus thứ tricolor
  - Ananas bracteatus thứ typicus
- Ananas comosus - dứa (Brasil)
- Ananas erectifolius
- Ananas genesio-linesii (Brasil)
- Ananas guaraniticus (Argentina, Paraguay)
- Ananas macrodontes (Brasil)
- Ananas microcephalus (nhiệt đới châu Mỹ)
  - Ananas microcephalus thứ major (Nam Mỹ)
  - Ananas microcephalus thứ minor (Nam Mỹ)
  - Ananas microcephalus thứ missionensis (Argentina)
  - Ananas microcephalus thứ mondayanus  (Nam Mỹ)
  - Ananas microstachys thứ typicus
- Ananas mordilona
- Ananas pancheanus (Colombia)
- Ananas parguazensis (Nam Mỹ)
- Ananas pyramidalis
- Ananas sativus (nhiệt đới châu Mỹ)
  - Ananas sativus thứ hispanorum
  - Ananas sativus thứ lucidus
  - Ananas sativus thứ muricatus
  - Ananas sativus thứ sagenarius
  - Ananas sativus f. typicus
  - Ananas sativus thứ variegatus
- Ananas strictus (Paraguay)
- Ananas viridis